# Skidi
Skidi – jedno z czterech plemion Indian Ameryki Północnej tworzących lud Paunisów.
Wszyscy Paunisi zamieszkiwali niegdyś tereny dzisiejszego stanu Oklahoma, spośród nich Skidi jako pierwsi udali się na północ i osiedlili na ziemiach dzisiejszej Nebraski, nad rzekami Platte, Loup i Republican. Reszta plemion Paunisów podążyła tam dopiero w drugiej połowie XVIII wieku. Po przybyciu owych pozostałych trzech plemion Skidi stoczyli z nimi walkę, ponieważ nie chcieli uznać zwierzchnictwa plemienia Czauich nad wszystkimi Paunisami. Chociaż przegrali, w późniejszych czasach zawsze już próbowali się alienować, swoje wioski stawiali w pewnym oddaleniu od plemion południowych, również polowali gdzie indziej.
W latach 1874–1875, gdy wszyscy Paunisi przenieśli się do nowego rezerwatu na Terytorium Indiańskim, Skidi najszybciej poddali się asymilacji; byli uważani za „postępowych” Indian. Używali maszyn rolniczych i powozów, 2/3 z nich mówiło po angielsku, ubierali się jak biali. W tym czasie pozostałe trzy plemiona pozostawały przy dawnych obyczajach, ubiorze i języku.
W 1740 roku część Skidich, nazwana Arikarami, oddzieliła się od reszty plemienia i osiedliła nad górną Missouri, w Dakocie Północnej.